# Seznam hrvaških šahistov
Seznam hrvaških šahistov.

## A
- Lajos Asztalos

## B
- Kristijan Bajlo
- Hrvoje Bartolović (problemist)
- Mario Bertok
- Ante Brkić

## C
- Mišo Cebalo
- Ognjen Cvitan

## D
- Dragutin Dimc
- Goran Dizdar

## F
- Andrija Fuderer

## G
- Izidor Gross (problemist)

## H
- Zvonimir Hernitz (problemist)
- Krunoslav Hulak

## J
- Alojzije Janković

## K
- Vlatko (Vlado) Kovačević
- Zdenko Kožul
- Bojan Kurajica

## L
- Bogdan Lalić

## M
- Saša Martinović
- Dražen Muše
- Mladen Muše

## P
- Mladen Palac
- Duško Pavasović (hrv.-slov.)
- Branko Pavlović (1906–1980)
- Nenad Petrović (problemist)

## R
- Braslav Rabar
- Josip Rukavina

## S
- Dražen Sermek (hrv.-slov.)

- Mladen Šubarić

## Š
- Ivan Šarić

## T
- Radomir Tavčar  (slov.-hrv.)
- Petar Trifunović

## U
- Mijo Udovčić

## V
- Vladimir Vuković

## W
- Aleksandar Witek

## Z
- Robert Zelčić

## Ž
- Ivan Žaja

}